# Kammersee (Steiermark)
Der Kammersee ist ein kleiner, seichter See im steirischen Teil des Salzkammergutes in Österreich.

## Lage und Gestalt
Der See liegt in einem Felskessel auf einer Höhe von 719 m ü. A. am Südende des Toten Gebirges. Der Wasserstand kann je nach Niederschlag um bis zu 10 m schwanken, beträgt aber maximal 18 m. Daher schwankt auch die Fläche stark und beträgt maximal 1,5 ha. Der See entwässert unterirdisch in den Toplitzsee. In regnerischen Jahren fließt das überschüssige Wasser durch einen künstlichen Kanal zum Toplitzsee ab. Dieser Triftkanal zur Beförderung von Holzstämmen in die Traun wurde 1549 fertig gestellt und ist 97 m lang, 2 m breit und 6 m tief. Während der späten Eiszeit waren Kammersee und Toplitzsee noch Teil des Grundlsees.
Eine Quelle mit anschließendem Wasserfall über dem Nordosten des Kammersees wird als Traun-Ursprung bezeichnet. Abgesehen von weiteren Quellen der Traun, wird der Traun-Ursprung als Hauptstrang des Gewässers bezeichnet.
Der Kammersee ist vom Ostufer des Toplitzsee aus erreichbar, an das man mit einer Plätte oder Mutzen gelangt. Von der Anlegestelle aus ist der Kammersee dann in etwa fünf Minuten zu Fuß erreichbar.

## Impressionen

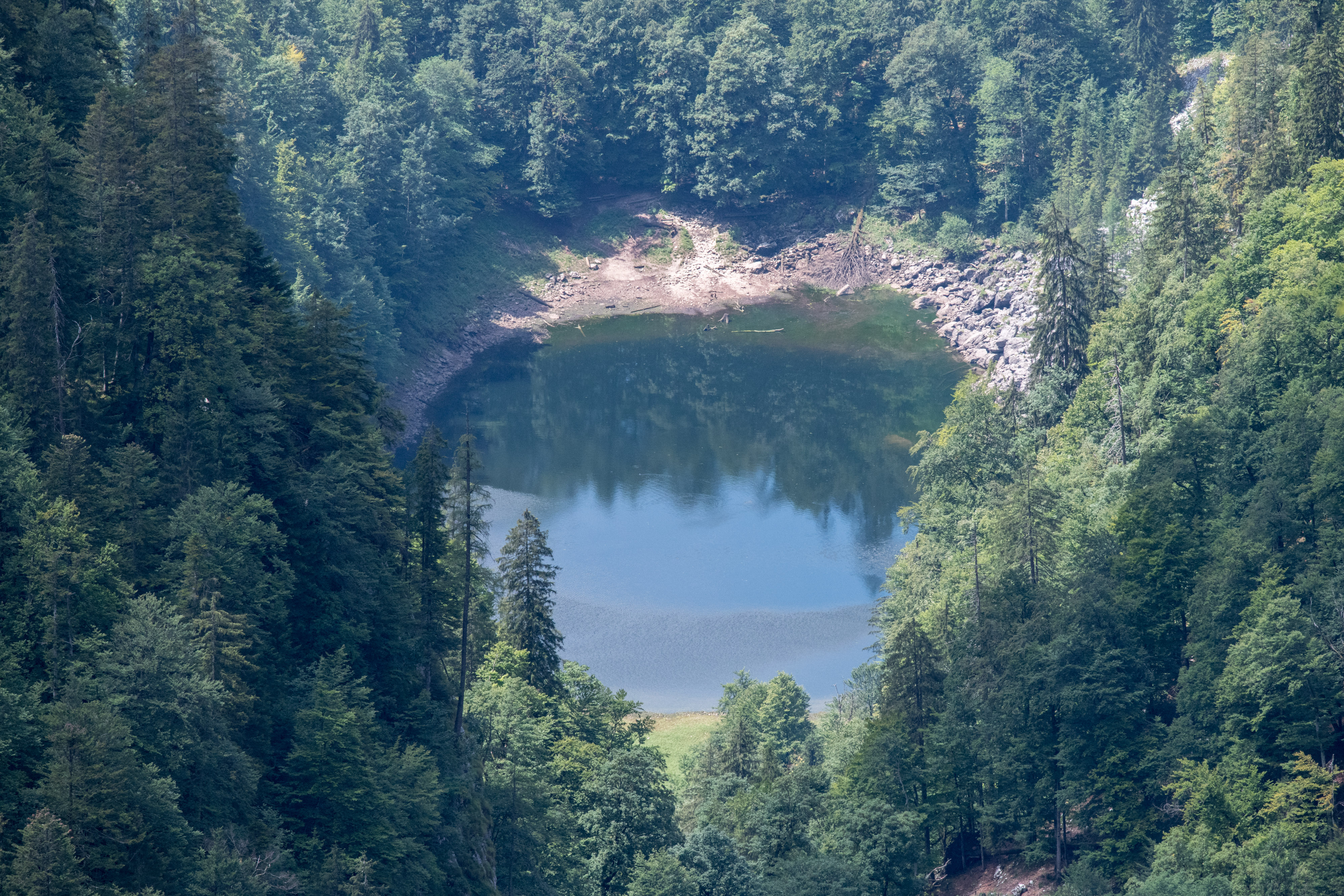
Der Kammersee vom Drei-Seen-Blick aus
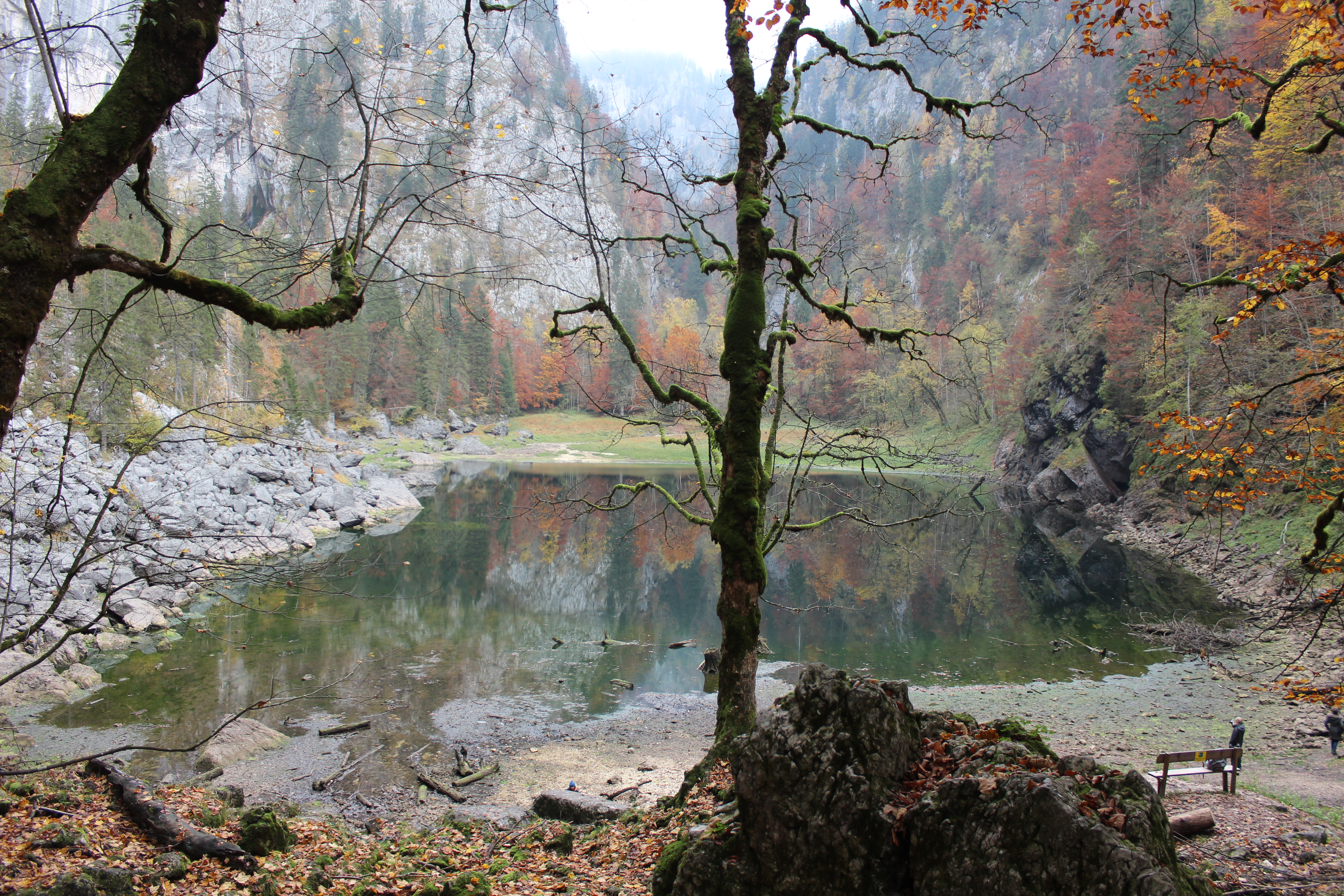
Der Kammersee
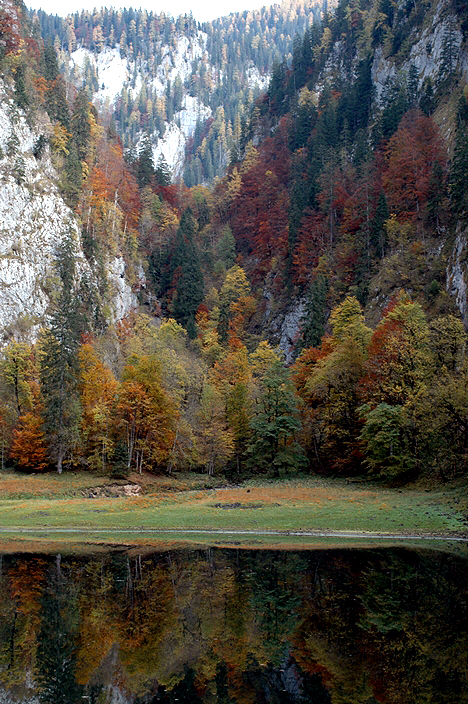
Ostufer im Herbst
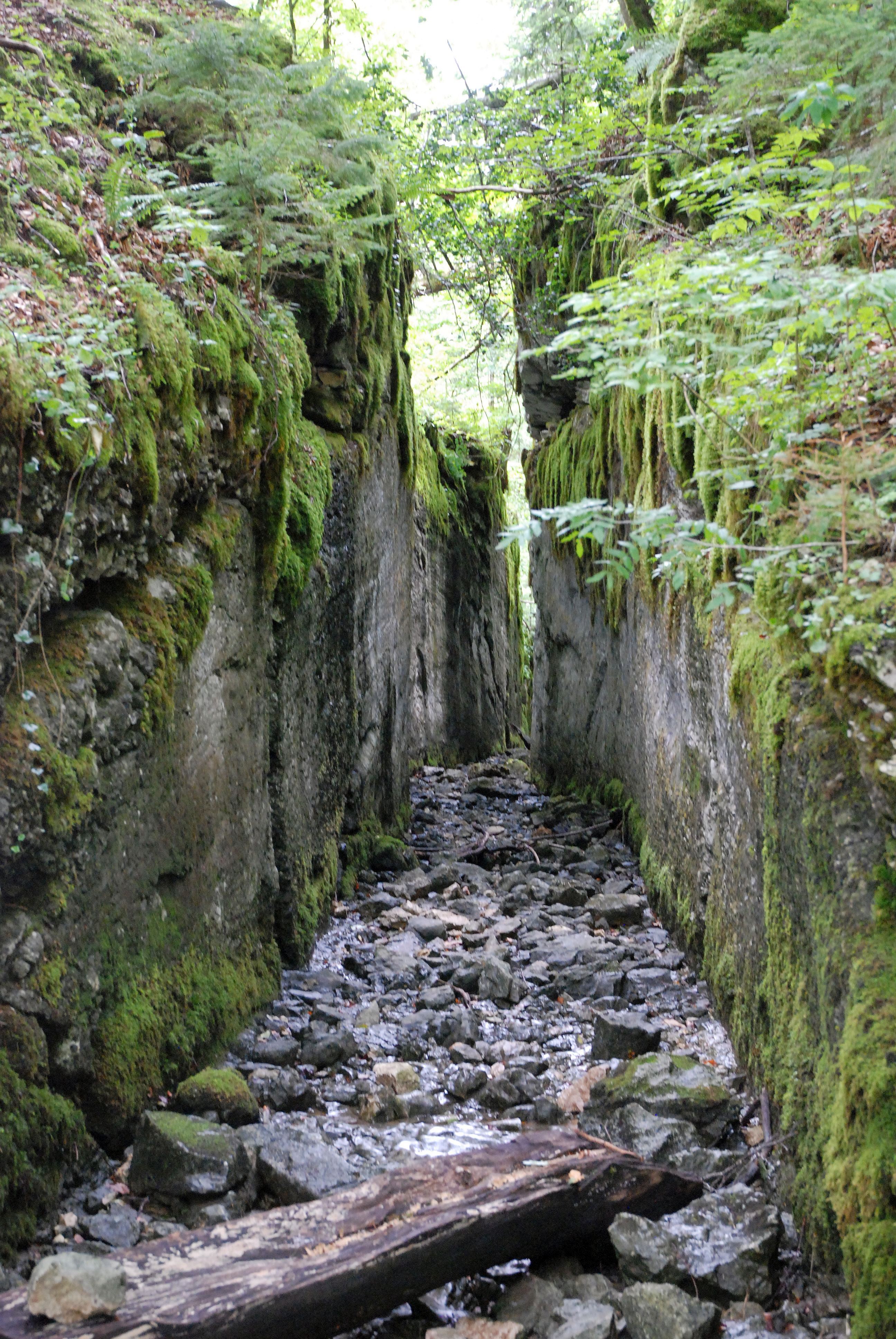
Der Triftkanal
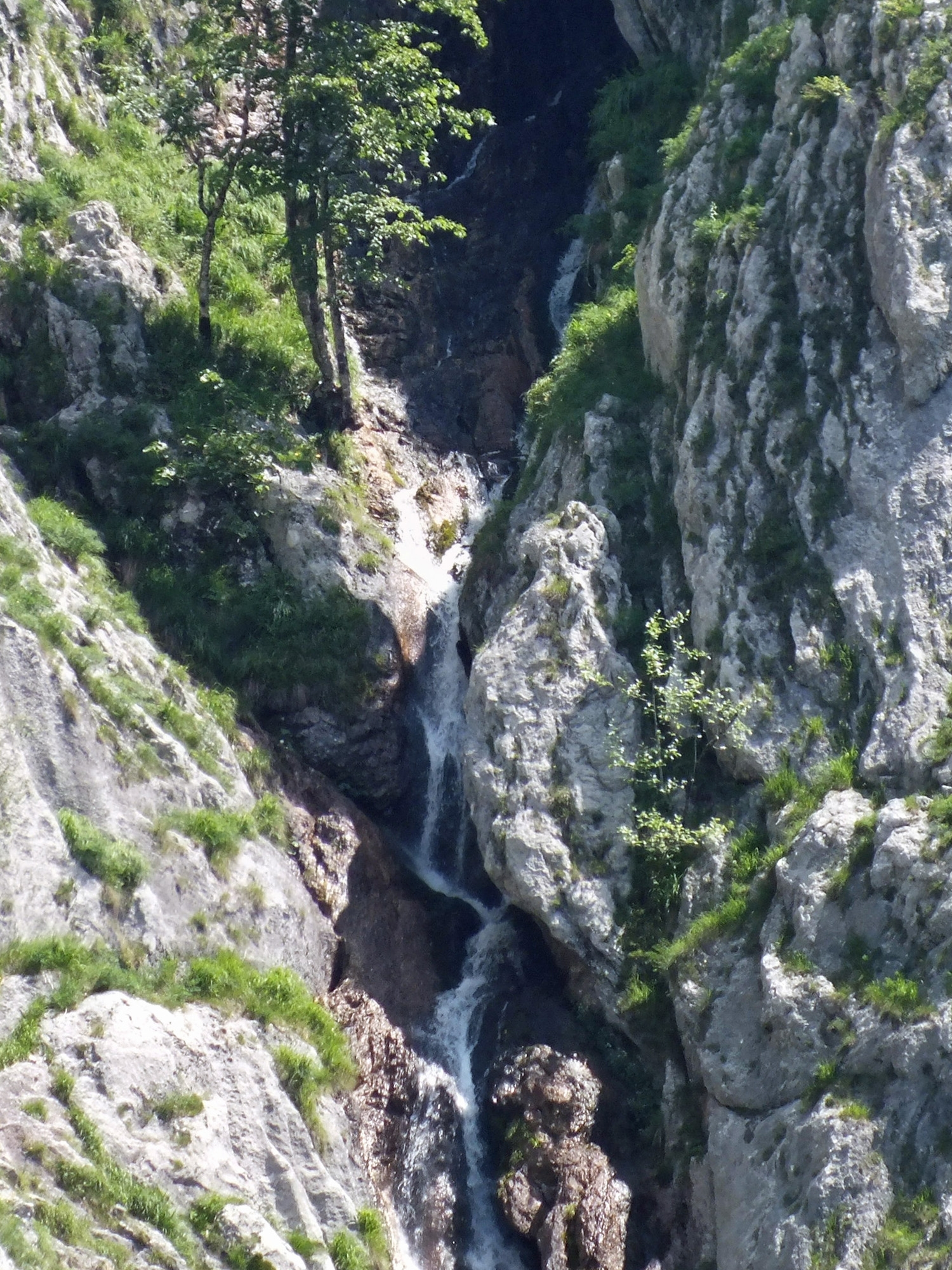
Traunursprung oberhalb des Kammersees